# Eleições legislativas na Grécia em 2009
As eleições legislativas gregas de 2009 ocorreram em 4 de outubro. Nelas foram escolhidos todos os 300 membros do Parlamento Helênico. As eleições deveriam ser convocadas até setembro de 2011, mas o primeiro ministro Kóstas Karamanlís anunciou no dia 2 de setembro que iria pedir ao presidente Károlos Papúlias para dissolver o Parlamento e convocar novas eleições. Assim sendo, o Parlamento foi dissolvido no dia 9 de setembro.

## Contexto
Durante todo o seu governo, o primeiro ministro Karamanlis esteve sob forte oposição, principalmente dos jovens, o que se agravou durante os distúrbios de 2008. Os distúrbios foram gerados por uma grave crise econômica que assola o país e agravados pela morte de Aléxandros Grigorópulos, um estudante de 15 anos, durante confrontação com a polícia. Os distúrbios geraram uma grave crise política no governo, com grande parte da sociedade pedindo o afastamento de Karamanlis.
Na ocasião em que pediu para o presidente Papúlias dissolver o Parlamento, Karamanlís argumentou que queria obter mais quatro anos no cargo de primeiro-ministro para resolver os problemas econômicos da Grécia. A oposição, no entanto, o acusa de não ter conseguido lidar com as questões econômicas nem modernizar o país. Seu governo também foi atingido por uma série de escândalos de corrupção. Apenas dois dias antes do pleito, Karamanlís foi vítima de um atentado, quando uma bomba-relógio explodiu a apenas algumas centenas de metros do local onde ele fazia um comício. Ninguém ficou ferido
.

## Resultado
O partido do primeiro-ministro Karamanlís, o direitista Nova Democracia perdeu 60 cadeiras no Parlamento, obtendo o pior resultado eleitoral de sua história. Já o Movimento Socialista Pan-helênico ganhou 60 cadeiras, totalizando 160, ou seja, mais da metade dos assentos do Parlamento, e seu líder Geórgios Papandréu deverá formar o novo governo. Em terceiro lugar veio o Partido Comunista de Aleka Papariga, que conquistou vinte e uma cadeiras, uma a menos que nas eleições de 2007. Outros dois partidos, a Concentração Popular Ortodoxa, de extrema-direita, e a Coalizão da Esquerda Radical, de extrema-esquerda, também conseguiram atingir a cláusula de barreira.
O voto é obrigatório no país, mas não há sanções legais para aqueles que não votam. Cerca de 71% dos cidadãos aptos a votar compareceram ao pleito, contra 74% em 2007.

## Resultados Oficiais
| Partido                     | Partido                           | Votos     | %               | +/-   | Deputados | +/-     |
| --------------------------- | --------------------------------- | --------- | --------------- | ----- | --------- | ------- |
|                             | Movimento Socialista Pan-helénico | 3 012 542 | 43,92 / 100,00  | 5,82  | 160 / 300 | 58      |
|                             | Nova Democracia                   | 2 295 719 | 33,47 / 100,00  | 8,37  | 91 / 300  | 61      |
|                             | Partido Comunista da Grécia       | 517 249   | 7,54 / 100,00   | 0,61  | 21 / 300  | 1       |
|                             | Concentração Popular Ortodoxa     | 386 205   | 5,63 / 100,00   | 1,8   | 15 / 300  | 5       |
|                             | SYRIZA                            | 315 665   | 4,60 / 100,00   | 0,44  | 13 / 300  | 1       |
| Barreira Eleitoral de 3,00% |                                   |           |                 |       |           |         |
|                             | Verdes Ecologistas                | 173 589   | 2,53 / 100,00   | 1,48  | 0 / 300   | Estável |
|                             | Outros                            | 156 097   | 2,30 / 100,00   |       | 0 / 300   |         |
| Votos inválidos             | Votos inválidos                   | 186 185   | 2,64 / 100,00   | 0,02  |           |         |
| Total                       | Total                             | 7 044 606 | 100,00 / 100,00 |       | 300 / 300 |         |
| Eleitorado/Participação     | Eleitorado/Participação           | 9 929 065 | 70,95 / 100,00  | 3,1   |           |         |
| Fonte                       | Fonte                             | [ 2 ]     | [ 2 ]           | [ 2 ] | [ 2 ]     | [ 2 ]   |